# Chaptalisation
 (février 2010).
Si vous disposez d'ouvrages ou d'articles de référence ou si vous connaissez des sites web de qualité traitant du thème abordé ici, merci de compléter l'article en donnant les références utiles à sa vérifiabilité et en les liant à la section « Notes et références ».

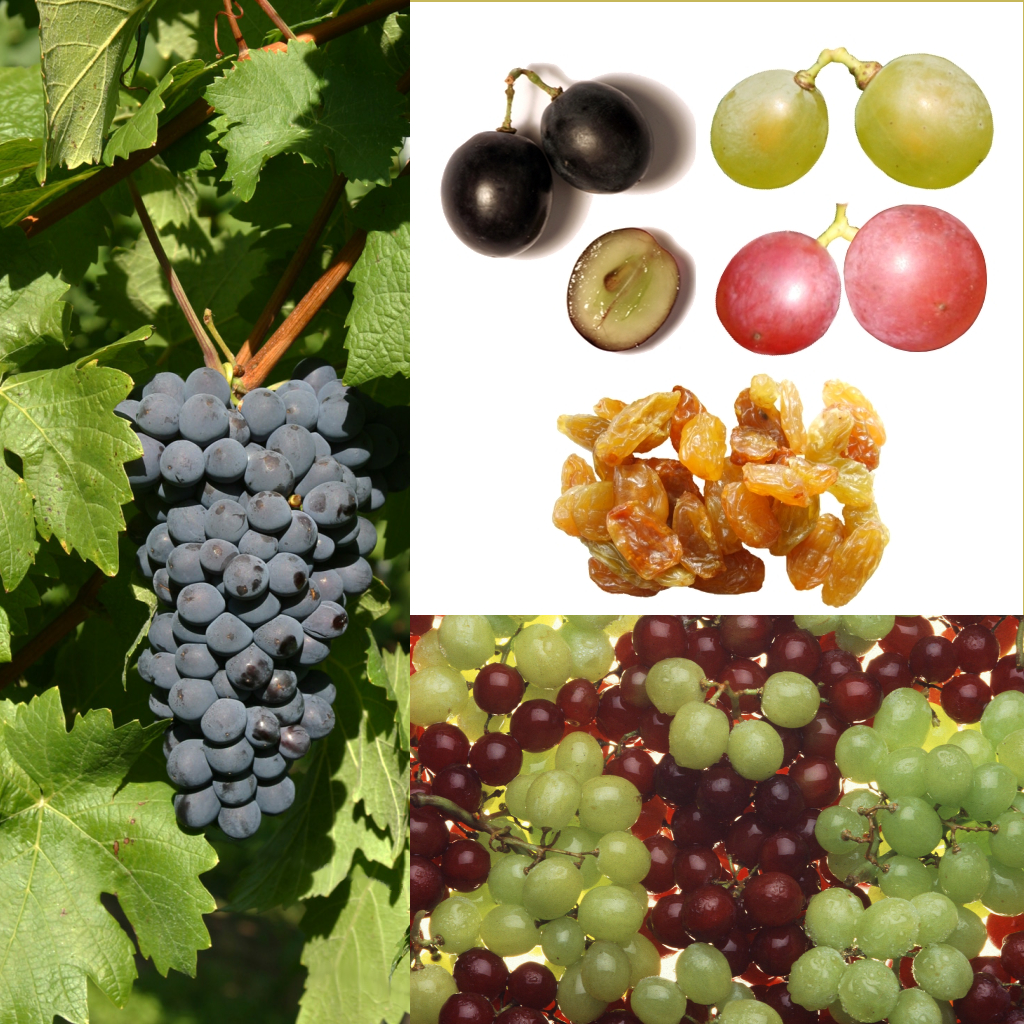
Raisins de cuve. Un manque de maturité peut impliquer une chaptalisation.

La chaptalisation consiste à ajouter du sucre au moût pour augmenter le degré d'alcool final du vin après la fermentation alcoolique. En théorie, l'ajout de 16,83 grammes de sucre par litre conduit à la production d'un degré d'alcool supplémentaire. Le sucre rajouté (de canne, de betterave…) est du saccharose, et il est normalement infermentescible. D'ailleurs, il sert de conservateur en empêchant le développement des levures et germes, comme dans les concentrés, les confitures, les sirops. Mais étant donné que sa molécule est constituée de l'association d'une molécule de glucose et d'une molécule de fructose, sous l'effet d'enzymes présentes dans le moût, il est d'abord décomposé en ces deux autres sucres directement fermentescibles.
En Europe, ce procédé est surtout utilisé dans les régions septentrionales, là où les conditions climatiques limitent la formation naturelle de sucre dans le raisin. Il fait l'objet d'une réglementation précise.
Dans le cas de la vinification, la chaptalisation est parfois remplacée par certaines techniques d'auto-enrichissement. La plus répandue est incontestablement l'osmose inverse. Ces techniques consistent à soustraire au moût une certaine quantité d'eau. Il en résulte une augmentation de la concentration des autres composés (dont le sucre).
Les techniques d'auto-enrichissement ont le désavantage de diminuer la quantité effective de moût (de l'eau est soustraite) alors que la chaptalisation l'augmente (environ 0,6 litre/kg de sucre ajouté).
La méthode de choix d'enrichissement des vins reste l'addition, en cours de fermentation, de « moûts concentrés rectifiés » (MCR), c'est-à-dire de jus de raisin concentré, dont les acides (tartrique et lactique) ont été neutralisés ou éliminés. Il en résulte une augmentation de degré d'alcool et de volume final. Toutefois, cette opération, toujours légale, est plus onéreuse que l'utilisation de sucre de canne, notamment depuis la suppression des primes à l'utilisation des MCR. Elle est soumise à des obligations déclaratives et administratives.

## Histoire
La « chaptalisation » est pratiquée en France depuis la fin du XVIIIe siècle mais il est possible que des producteurs et négociants européens aient ajouté du sucre à leurs vins bien avant cette période sans connaître précisément le procédé chimique.
C'est le chimiste (et ministre) français Jean-Antoine Chaptal qui a théorisé ce procédé en 1801 à l'aide notamment des nombreux travaux scientifiques de l'abbé François Rozier, célèbre botaniste et agronome ; le but est d'augmenter le degré alcoolique des vins afin d'améliorer leur conservation. À cette époque en effet, les vins sont rarement mis en bouteilles et ne se conservent en cave que quelques mois. Chaptal l'a décrit dans un livre publié en 1801, L'art de faire, de gouverner et de perfectionner les vins. Napoléon avait fait don à Chaptal, en récompense de ses travaux, de grands domaines betteraviers dans le nord de la France.

## Réglementation
En France la chaptalisation est réglementée. Pour certaines appellations, l'INAO peut accorder une autorisation exceptionnelle de sucrage les années où les conditions climatiques impliquent un degré alcoométrique insuffisant en fin de fermentation pour respecter les conditions de l'AOC. En moyenne, 50 000 à 60 000 tonnes [réf. nécessaire] de sucre sont utilisées annuellement à cet effet en France. La chaptalisation et l'acidification concomitante est interdite en France.
La chaptalisation est libre dans de nombreux pays comme aux États-Unis, au Chili, en Argentine, au Canada, en Chine, en Afrique du Sud ou en Australie.
Dans les vignes du sud de la France, l'évolution du climat rend la chaptalisation assez inutile, dans la mesure où les vins risqueraient d'y être maintenant plutôt trop alcoolisés , et où la recherche de degrés alcooliques élevés n'est plus dans l'air du temps.